# ويليام جيدايي
ويليام جيدايي (بالإيطالية: William Jidayi)‏ (9 أغسطس 1984 برافينا في إيطاليا - ) هو لاعب كرة قدم إيطالي في مركز الوسط. لعب مع نادي أفيلينو ونادي بادوفا ونادي رافينا ونادي ساسولو ونادي سيتاديلا وAS Melfi ‏ وSSD Castel San Pietro Terme Calcio ‏ وUS Russi ‏ ويوفي ستابيا.

## روابط خارجية
- ويليام جيدايي على موقع قاعدة بيانات كرة القدم.إي يو (الإنجليزية)
- ويليام جيدايي على موقع Soccerway.com (الإنجليزية)
- ويليام جيدايي على موقع عالم كرة القدم.نت (الإنجليزية)